# Editoração
Editoração ou publicação é a atividade de disponibilizar informação, literatura, música, software e outros conteúdos ao público para venda ou gratuitamente. Tradicionalmente, o termo refere-se à criação e distribuição de obras impressas, como livros, histórias em quadrinhos, jornais e revistas. Com o advento dos sistemas de informação digitais, o escopo se expandiu para incluir publicações digitais, como ebooks, revistas digitais, sites, mídias sociais, música e publicação de videogames.
A indústria editorial comercial abrange desde grandes conglomerados multinacionais como News Corp, Pearson, Penguin Random House e Thomson Reuters, até grandes marcas de varejo e milhares de pequenas editoras independentes. Tem várias divisões, como comércio / varejo publicação de ficção e não-ficção, publicação educacional, e publicação acadêmica e científica. A publicação também é realizada por governos, sociedade civil e empresas privadas para requisitos administrativos ou de conformidade, negócios, pesquisa, advocacia ou objetivos de interesse público. Isso pode incluir relatórios anuais, relatórios de pesquisa, pesquisas de mercado, informações sobre políticas e relatórios técnicos. A autopublicação tornou-se muito comum.
"Editor" pode se referir a uma editora ou organização, ou a um indivíduo que lidera uma editora, editor, periódico ou jornal.

## No Brasil
Embora ainda escassos, existem cursos de graduação em editoração no Brasil, entre os quais o de Editoração da Escola de Comunicações e Artes da Universidade de São Paulo e os de Produção Editorial da Universidade Federal do Rio de Janeiro, Universidade Federal de Santa Maria e da Universidade Anhembi Morumbi, além do curso de Letras com ênfase em Tecnologias da Edição, do Centro Federal de Educação Tecnológica de Minas Gerais. Outras instituições brasileiras de ensino superior chegaram a ter ofertas de cursos de editoração ou similares, mas estas foram interrompidas.
Devido à desproporção entre a baixa quantidade de alunos formados por esses cursos e a oferta de trabalho no mercado editorial, somada ao quase nulo conhecimento dos cursos existentes por boa parte dos empreendimentos da área, muitos trabalhos editoriais acabam sendo feitos por profissionais graduados em outros cursos, como jornalismo, biblioteconomia, design gráfico, publicidade, letras, história e filosofia. Cada vez mais, editoras, no entanto, têm dado preferência a profissionais formados em Editoração e Produção Editorial, cuja formação é direcionada ao desempenho das funções exigidas.